# Lanhélin
Lanhélin foi uma comuna francesa na região administrativa da Bretanha, no departamento Ille-et-Vilaine. Estendia-se por uma área de 6,44 km². Em 2010 a comuna tinha 957 habitantes (densidade: 148,6 hab./km²).
Em 1 de janeiro de 2019, passou a formar parte da nova comuna de Mesnil-Roc'h.